# Thyriochlorota puberula
Thyriochlorota puberula är en skalbaggsart som beskrevs av Waterhouse 1881. Thyriochlorota puberula ingår i släktet Thyriochlorota och familjen Rutelidae. Inga underarter finns listade i Catalogue of Life.